# Prémios Screen Actors Guild 2012
A Edição do 18 Screen Actors Guild aconteceu no dia 29 de Janeiro de 2012, honrando os melhores Atores e Elencos. Os Indicados foram anunciados no dia 14 de Dezembro, pelas atrizes Regina King e Judy Greer no Pacific Design Center.
A premiação daquele ano honrou a atriz Mary Tyler Moore por toda sua contribuição cinematográfica.

## Indicados e vencedores
A Lista de Indicados foi anunciada dia 14 de Dezembro. Modern Family lidera as indicações com 5, seguida do filme  The Help com 4 indicações.
O Maior vencedor da noite foi o filme The Help, com 3 prêmios.

### Prémio Screen Actors Guild Life Achievement
- Mary Tyler Moore

### Cinema
| Melhor Ator principal Jean Dujardin – The Artist como George Valentin - George Clooney – The Descendants como Matt King - Leonardo DiCaprio – J. Edgar como J. Edgar Hoover - Brad Pitt – Moneyball como Billy Beane - Joseph Gordon-Levitt – 50/50 como Adam | Melhor Atriz principal Viola Davis – The Help como Aibileen Clark - Glenn Close – Albert Nobbs como Albert Nobbs - Meryl Streep – The Iron Lady como Margaret Thatcher - Tilda Swinton – We Neek to Talk About Kevin como Eva Khatchadourian - Michelle Williams – My Week with Marilyn como Marilyn Monroe |
| Melhor Ator Coadjuvante/Secundário Christopher Plummer – Beginners como Hal - Kenneth Branagh – My Week with Marilyn como Laurence Olivier - Armie Hammer – J. Edgar como Clyde Tolson - Jonah Hill – Moneyball como Peter Brand - Nick Nolte – Warrior como Paddy Conlon | Melhor Atriz Coadjuvante/Secundária Octavia Spencer – The Help como Minny Jackson - Bérénice Bejo – The Artist como Peppy Miller - Jessica Chastain – The Help como Celia Foote - Melissa McCarthy – Bridesmaids como Megan - Janet McTeer – Albert Nobbs como Hubert Page                                  |
| Melhor Elenco - The Help – Jessica Chastain, Viola Davis, Bryce Dallas Howard, Allison Janney, Chris Lowell, Ahna O'Reilly, Sissy Spacek, Octavia Spencer, Emma Stone, Mary Steenburgen, Cicely Tyson e Mike Vogel - The Artist – Bérénice Bejo, James Cromwell, Jean Dujardin, John Goodman e Penelope Ann Miller - Bridesmaids – Rose Byrne, Jill Clayburgh, Ellie Kemper, Matt Lucas, Melissa McCarthy, Wendi McLendon-Covey, Chris O'Dowd, Maya Rudolph e Kristen Wiig - The Descendants – Beau Bridges, George Clooney, Robert Forster, Judy Greer, Matthew Lillard e Shailene Woodley - Midnight in Paris – Kathy Bates, Adrien Brody, Carla Bruni, Marion Cotillard, Rachel McAdams, Michael Sheen e Owen Wilson | |
| Melhor Elenco de Dublês Harry Potter and the Deathly Hallows – Part 2 - The Adjustment Bureau - Cowboys & Aliens - Transformers: Dark of the Moon - X-Men: First Class | |

### Televisão
| Melhor Ator em Minissérie ou Telefilme Paul Giamatti – Too Big to Fail como Ben Bernanke - Laurence Fishburne – Thurgood como Thurgood Marshall - Greg Kinnear – The Kennedys como John F. Kennedy - Guy Pearce – Mildred Pierce como Monty Beragon - James Woods – Too Big to Fail como Richard Fuld | Melhor Atriz em Minissérie ou Telefilme Kate Winslet – Mildred Pierce como Mildred Pierce - Diane Lane – Cinema Verite como Pat Loud - Maggie Smith – Downton Abbey como Violet, Condessa de Grantham - Emily Watson – Appropriate Adult como Janet Leach - Betty White – The Lost Valentine como Caroline Thomas |
| Melhor Ator em Série Dramática Steve Buscemi – Boardwalk Empire como Nucky Thompson - Patrick J. Adams – Suits como Mike Ross - Kyle Chandler – Friday Night Lights como Eric Taylor - Bryan Cranston – Breaking Bad como Walter White - Michael C. Hall – Dexter como Dexter Morgan | Melhor Atriz em Série Dramática Jessica Lange – American Horror Story como Constance Langdon - Kathy Bates – Harry's Law como Harriet "Harry" Korn - Glenn Close – Damages como Patty Hewes - Julianna Margulies – The Good Wife como Alicia Florrick - Kyra Sedgwick – The Closer como Brenda Leigh Johnson      |
| Melhor Ator em Série de Comédia Alec Baldwin – 30 Rock como Jack Donaghy - Ty Burrell – Modern Family como Phil Dunphy - Steve Carell – The Office como Michael Scott - Jon Cryer – Two and a Half Men como Alan Harper - Eric Stonestreet – Modern Family como Cameron Tucker | Melhor Atriz em Série de Comédia Betty White – Hot in Cleveland como Elka Ostrovsky - Julie Bowen – Modern Family como Claire Dunphy - Edie Falco – Nurse Jackie como Jackie Peyton - Tina Fey – 30 Rock como Liz Lemon - Sofía Vergara – Modern Family como Gloria Delgado-Pritchett                             |
| Melhor Elenco em Série Dramática Boardwalk Empire – Steve Buscemi, Dominigue Chianese, Robert Clohessy, Dabney Coleman, Charlie Cox, Josie Gallina, Lucy Gallina, Stephen Graham, Jack Huston, Anthony Laciura, Heather Lind, Kelly MacDonald, Declan McTigue, Rory McTigue, Gretchen Mol, Brady Noon, Connor Noon, Kevin O'Rourke, Aleksa Palladino, Jacqueline Pennewill, Vincent Piazza, Michael Pitt, Michael Shannon, Paul Sparks, Michael Stuhlbarg, Peter Van Wagner, Shea Whigham, Michael Kenneth Williams, e Anatol Yusef - Breaking Bad – Jonathan Banks, Betsy Brandt, Ray Campbell, Bryan Cranston, Giancarlo Esposito, Anna Gunn, RJ Mitte, Dean Norris, Bob Odenkirk e Aaron Paul - Dexter – Billy Brown, Jennifer Carpenter, Josh Cooke, Aimee Garcia, Michael C. Hall, Colin Hanks, Desmond Harrington, Rya Kihlstedt, C.S. Lee, Edward James Olmos, James Remar, Lauren Vélez, e David Zayas - Game of Thrones – Amrita Acharia, Mark Addy, Alfie Allen, Josef Altin, Sean Bean, Susan Brown, Emilia Clarke, Nikolaj Coster-Waldau, Peter Dinklage, Ron Donachie, Michelle Fairley, Jerome Flynn, Elyes Gabel, Aidan Gillen, Jack Gleeson, Iain Glen, Julian Glover, Kit Harington, Lena Headey, Isaac Hempstead Wright, Conleth Hill, Richard Madden, Jason Momoa, Rory McCann, Ian McElhinney, Luke McEwan, Roxanne McKee, Dar Salim, Mark Stanley, Donald Sumpter, Sophie Turner e Maisie Williams - The Good Wife – Christine Baranski, Josh Charles, Alan Cumming, Matt Czuchry, Julianna Margulies, Chris Noth, Archie Panjabi, Graham Phillips e Makenzie Vega | |
| Melhor Elenco em Série de Comédia Modern Family – Aubrey Anderson-Emmons, Julie Bowen, Ty Burrell, Jesse Tyler Ferguson, Nolan Gould, Sarah Hyland, Ed O'Neill, Rico Rodriguez, Eric Stonestreet, Sofía Vergara e Ariel Winter - 30 Rock – Scott Adsit, Alec Baldwin, Katrina Bowden, Kevin Brown, Grizz Chapman, Tina Fey, Judah Friedlander, Jane Krakowski, John Lutz, Jack McBrayer, Tracy Morgan, Maulik Pancholy e Keith Powell - The Big Bang Theory – Mayim Bialik, Kaley Cuoco, Johnny Galecki, Simon Helberg, Kunal Nayyar, Jim Parsons e Melissa Rauch - Glee – Dianna Agron, Chris Colfer, Darren Criss, Ashley Fink, Dot-Marie Jones, Jane Lynch, Jayma Mays, Kevin McHale, Lea Michele, Cory Monteith, Heather Morris, Matthew Morrison, Mike O'Malley, Chord Overstreet, Lauren Potter, Amber Riley, Naya Rivera, Mark Salling, Harry Shum Jr., Iqbal Theba e Jenna Ushkowitz - The Office – Leslie David Baker, Brian Baumgartner, Creed Bratton, Steve Carell, Jenna Fischer, Kate Flannery, Ed Helms, Mindy Kaling, Ellie Kemper, Angela Kinsey, John Krasinski, Paul Lieberstein, B. J. Novak, Oscar Nuñez, Craig Robinson, Phyllis Smith, Rainn Wilson e Zach Woods | |
| Melhor Elenco de Dublês Game of Thrones - Dexter - Southland - Spartacus: Gods of the Arena - True Blood | |